# Paradidymocentrus parterufipennis
Paradidymocentrus parterufipennis là một loài bọ cánh cứng trong họ Cerambycidae.